# Fox Lake (Richthofen Creek)

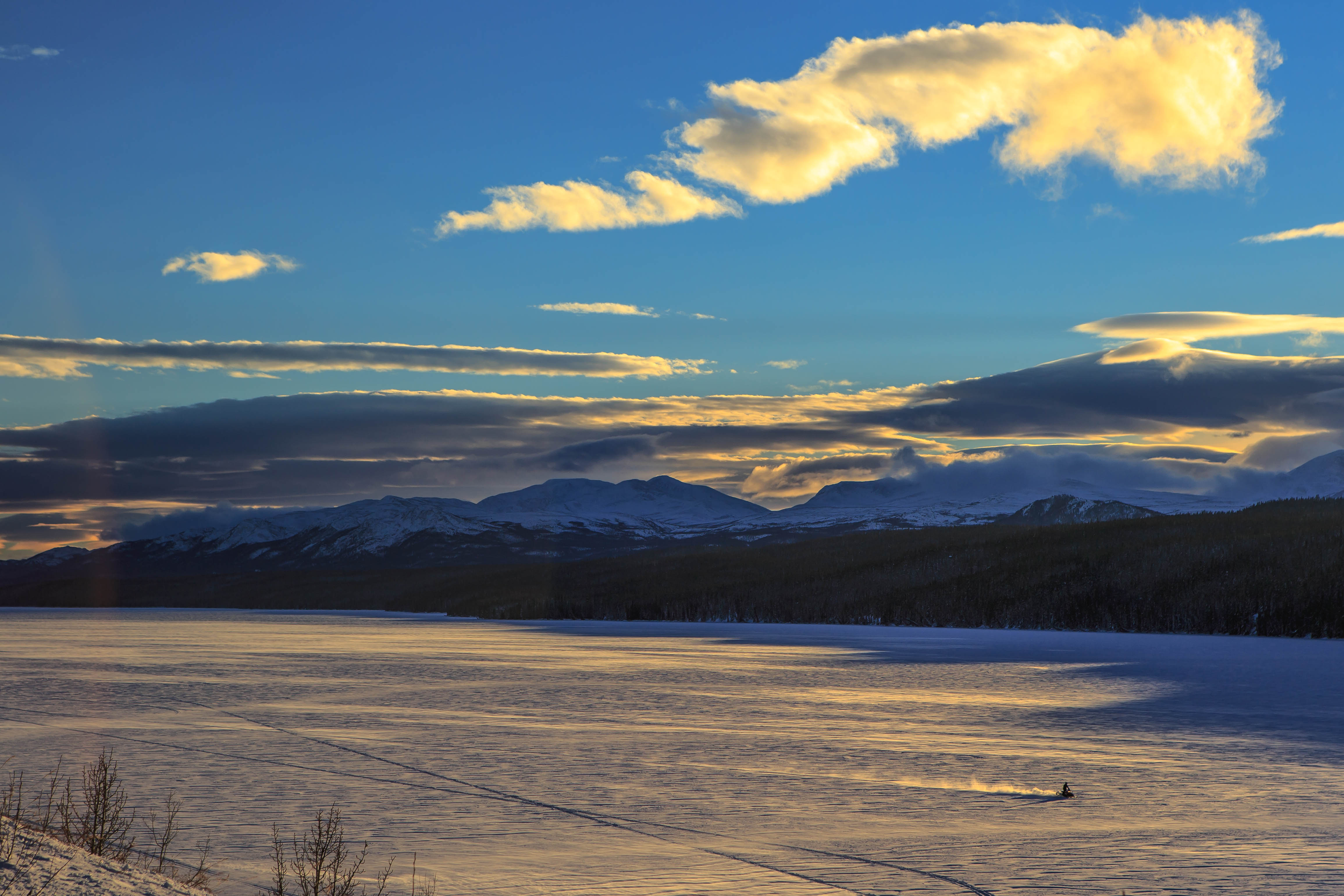
Blick vom Ostufer nach Südwesten

Der Fox Lake ist ein 16,02 km² großer See 55 km nördlich von Whitehorse im kanadischen Territorium Yukon. Der See befindet sich in den Stammesgebieten der Ta'an Kwach'an und der Kwanlin Dun First Nation.

## Lage
Der Klondike Highway verläuft entlang dem Ostufer des Fox Lake. Dieser befindet sich auf einer Höhe von 957 m. Der langgestreckte See besitzt eine Längsausdehnung in NNW-SSO-Richtung von 17 km sowie eine maximale Seebreite von einem Kilometer. 
Der Fox Lake ist bis zu 47 m tief. Die mittlere Wassertiefe beträgt 28,6 m. Der Richthofen Creek entwässert den See an dessen südlichem Ende zum nahe gelegenen vom Yukon River durchflossenen Lake Laberge. Am östlichen Seeufer befindet sich ein beliebter Campingplatz mit einer Bootsrampe. Am südlichen Seeende befindet sich eine weitere Bootsrampe.

## Seefauna
Im See kommt eine relativ kleine Population großwüchsiger Exemplare des Amerikanischen Seesaiblings vor. Die Heringsmaräne weist im See einen gesunden Bestand auf.